# Tatjana Maria
Tatjana Maria, geb. Malek (* 8. August 1987 in Saulgau) ist eine deutsche Tennisspielerin.

## Karriere
Tatjana Maria begann im Alter von vier Jahren mit dem Tennisspielen.  Als Jugendliche gewann sie etliche Bezirksmeisterschaften und Württembergische Meisterschaften und wurde in den Altersklassen U14 und U18 Deutsche Meisterin. Sie spielte beim TC Biberach und für den TC RW Tuttlingen in der Oberliga. In der Bundesliga wurde sie mit dem TC Radolfzell 2010 und 2011 deutsche Mannschaftsmeisterin. 2012 wechselte sie zum Erstliga-Aufsteiger Ratinger TC Grün-Weiß.

### 2004 bis 2007
Marias internationale Juniorinnenlaufbahn verlief unscheinbar. Zwar erreichte sie 2004 die Top 50 der Juniorinnen-Weltrangliste und trat bei den Nachwuchsturnieren aller Grand Slams an, doch schied sie dort bis auf Wimbledon 2004 stets glatt in der ersten Runde aus. Beim „Internationalen Pfingst-Pokalturnier“ des Tennisvereins Altlünen e. V. im Jahr 2005 konnte sie sich nach einem 6:4, 6:4-Finalerfolg über die Bulgarin Dessislawa Topalowa den Titel sichern. Im selben Jahr feierte sie ihren Einstand auf der WTA Tour, als sie von den Veranstaltern des renommierten WTA-Turniers in Berlin eine Wildcard für die Qualifikation erhielt. Jedoch schied sie dort wie auch in Filderstadt und Luxemburg nach einer Niederlage in der ersten Qualifikationsrunde aus.
2006 gewann sie nach zuvor zwei verlorenen Endspielen mit den $25.000-Turnieren in Les Contamines und Hechingen nacheinander ihre ersten Titel auf der ITF-Tour. Beim Hallenturnier von Luxemburg glückte ihr erstmals die Qualifikation für das Hauptfeld eines WTA-Turniers. Doch folgte das Aus dort wie auch in Stuttgart, wo sie mit einer Wildcard an den Start ging und Anna-Lena Grönefeld unterlag, in der ersten Runde. 2007 gewann sie in Berlin gegen Wassilissa Bardina ihr erstes Hauptrundenmatch auf der WTA Tour, war in Runde zwei gegen Justine Henin jedoch chancenlos. Nachdem sie dadurch in die Top 100 der Welt vorgerückt war, stand sie sowohl in Wimbledon als auch bei den US Open 2007 im Hauptfeld, verlor aber jeweils in der ersten Runde. Einen Großteil ihrer Weltranglistenpunkte erspielte sie sich auch weiterhin auf der ITF-Tour, wo sie zum Saisonende in Bratislava nach einem Sieg über die junge Petra Kvitová ihren bis dahin größten Titel holte.

### 2008 bis 2013
2008 erlitt sie beim Turnier in Indian Wells aufgrund einer Thrombose eine Lungenembolie und musste deshalb drei Monate lang pausieren. Dadurch fiel sie in der Weltrangliste weit zurück, gewann jedoch vor heimischer Kulisse in Biberach gegen Kristina Barrois. Ihre ersten großen Erfolge auf der WTA Tour feierte sie mit dem Viertelfinaleinzug bei drei Turnieren der Kategorie International. So schied sie als Qualifikantin in Barcelona in der Runde der letzten Acht mit 4:6, 0:6 gegen Carla Suárez Navarro aus; 2010 in Pattaya unterlag sie Jaroslawa Schwedowa und in Marbella erneut Suárez Navarro. Davor konnte sie 2009, ebenfalls als Qualifikantin, gegen Jelena Dokić in Wimbledon ihre erste Partie im Hauptfeld eines Grand-Slam-Turniers gewinnen und triumphierte in den New Yorker Bronx, nach erneutem Finalerfolg gegen Barrois, zum zweiten Mal bei einem ITF-Turnier der höchsten Kategorie.
Dennoch gelang es Maria nicht, sich auf der WTA Tour zu etablieren, sodass sie nach zahlreichen frühen Niederlagen 2011 wieder gezwungen war, ihr Ranking durch Siege auf der ITF-Tour aufzubauen. Ein Achtungserfolg gelang ihr mit dem Erreichen der zweiten Runde bei den US Open 2012, als sie aus der Qualifikation heraus in die zweite Runde einzog, wo sie Sloane Stephens unterlag. Während ihrer Babypause 2013 entschied sie sich, von der beidhändigen auf eine einhändige Rückhand umzustellen. Danach kehrte sie beim WTA-Turnier in Bogotá wieder auf die Tour zurück, spielte aber für den Rest der Saison mehrheitlich auf der ITF-Tour.

### Comeback nach Babypause
2015 machte sie erstmals international auf sich aufmerksam, als sie in der zweiten Runde der Paribas Open in Indian Wells mit Eugenie Bouchard zum ersten Mal eine Top-10-Spielerin bezwang. In Wimbledon kämpfte sie sich nach einem 10:8-Sieg in der Verlängerung gegen Duan Yingying zurück in die Top 100 der Welt und erstmals in die dritte Runde eines Grand-Slam-Turniers; dort unterlag sie Madison Keys glatt in zwei Sätzen. Nach sechs Jahren beendete sie damit eine Tennissaison wieder unter den Top 100 der Weltrangliste. In der Folgesaison erreichte Maria jeweils die zweite Runde in Melbourne und Paris. Nachdem sie bei den French Open eine enge Dreisatzniederlage gegen Alizé Cornet einstecken musste, erhob sie im Anschluss schwere Vorwürfe gegen die Französin und unterstellte ihr, zwei medizinische Auszeiten lediglich aus taktischen Gründen genommen zu haben, um das Momentum des Matches zu ihren Gunsten zu beeinflussen.
2017 triumphierte Maria in Southsea erstmals bei einem Turnier auf Rasen. Zudem erreichte sie zwei weitere Endspiele bei ITF-Turnieren der höchsten Kategorie. In Québec erreichte sie erstmals das Halbfinale eines WTA-Turniers, scheiterte dort jedoch glatt an Alison Van Uytvanck. Aufgrund konstant guter Resultate auf der ITF-Tour wurde sie zum Jahreswechsel erstmals unter den Top 50 der Welt geführt.
Einen vorläufigen Karrierehöhepunkt erlebte sie bei den Mallorca Open 2018, wo sie nach zuvor 14 Niederlagen in 16 Spielen seit Jahresbeginn sensationell ihren ersten Einzeltitel auf der WTA Tour errang. Im Finale schlug sie die lettische Vorjahressiegerin Anastasija Sevastova mit 6:4 und 7:5. Danach holte sie in der Auftaktrunde von Wimbledon gegen Elina Switolina ihren zweiten Sieg gegen eine Top-10-Spielerin, scheiterte in Runde zwei aber nach sechs gewonnenen Matches in Folge an Kristina Mladenovic. Zwar rutschte sie 2019 in der Weltrangliste wieder ab, doch gelang ihr in Miami unter anderem nach einem souveränen Erfolg über Sloane Stephens mit der vierten Runde ihr bislang bestes Resultat bei einem Turnier der Premier-Mandatory-Kategorie. Auch dank des Einzugs in das Halbfinale von Nottingham, wo sie Donna Vekić unterlag, beendete sie 2019 als drittes Jahr in Folge in den Top 100 der Welt.
Im April 2022 errang sie, als Qualifikantin ins Hauptfeld gekommen, beim Sandplatz-Turnier von Bogotá ihren zweiten WTA-Titel mit einem 6:3, 4:6, 6:2 im Finale über die ebenfalls als Qualifikantin ins Finale vorgestoßene Brasilianerin Laura Pigossi. Dadurch verbesserte sie sich in der WTA-Weltrangliste um 123 Plätze auf Rang 114.
Bei den Wimbledon Championships gewann Maria im Dameneinzel in der dritten Runde gegen die Weltranglistenfünfte Maria Sakkari (ihr 5. Sieg gegen eine Top-10-Spielerin) und im Achtelfinale gegen die auf Platz 17 der Weltrangliste liegende Jeļena Ostapenko. Als nunmehr älteste Debütantin in einem Wimbledon-Viertelfinale traf sie dort auf die auf Platz 97 der Weltrangliste geführten Jule Niemeier. Das erste deutsch-deutsche Wimbledon-Match seit 2012 gewann sie mit 4:6, 6:2, 7:5. Maria ist damit in der Open Era die sechste Spielerin über 34 Jahre wie auch die sechste Deutsche, die das Halbfinale von Wimbledon erreichte. Sie scheiterte dann mit 2:6, 6:3 und 1:6 an der an Nr. 3 gesetzten engen Freundin Ons Jabeur.
Am 15. Juni 2025 gewann sie in London erstmals und als älteste Spielerin bisher ein WTA-500-Turnier mit einem 6:3, 6:4 gegen die an Acht gesetzte Amanda Anisimova aus den USA, die zuvor im anderen Halbfinale die topgesetzte chinesische Olympiasiegerin Qinwen Zheng 6:2, 4:6, 6:4 geschlagen hatte. Auf ihrem Weg ins Finale bezwang Maria in der ersten Runde die ehemalige US-Open-Finalistin Leylah Fernandez und anschließend mit der ehemaligen French-Open-Finalistin Karolína Muchová, der Wimbledon-Siegerin von 2022 Jelena Rybakina sowie der aktuellen Australian-Open-Siegerin Madison Keys hintereinander drei Top-20-Spielerinnen, dabei war sie überhaupt erst über die Qualifikation ins Hauptfeld eingezogen.

### Doppel
Im Doppel konnte Maria mit wechselnden Partnerinnen bereits vier WTA-Turniere gewinnen. 2009 verlor sie mit Andrea Petković noch in Bad Gastein das Endspiel gegen die Paarung Andrea Hlaváčková/Lucie Hradecká mit 2:6, 4:6. Ihren ersten Titel auf der WTA Tour gewann sie im September 2012 in Québec zusammen mit Kristina Mladenovic. 2016 folgte an der Seite von Lara Arruabarrena der Triumph in Bogotá, 2018 gewann sie mit Heather Watson die Doppelkonkurrenz von Acapulco und 2019, erneut mit Arruabarrena, das Turnier in Seoul. Ihr bestes Grand-Slam-Abschneiden erreichte sie 2018 an der Seite von Watson mit dem Einzug ins Viertelfinale von Wimbledon. Dort musste sich das Duo in drei engen Sätzen den an Position drei gesetzten Tschechinnen Barbora Krejčíková und Kateřina Siniaková geschlagen geben.

### Fed Cup
Ihren ersten Fed-Cup-Einsatz hatte sie im Juli 2006 gegen China, sie besiegte im Einzel Sun Tiantian. Bei ihrer zweiten Partie im April 2007 in der Begegnung gegen Kroatien gewann sie den entscheidenden Punkt für die deutsche Mannschaft, als sie Ivana Lisjak mit 6:2 und 6:3 besiegte. Im Juli 2007 trug sie entscheidend zum 3:2-Sieg des deutschen Teams gegen Japan bei; sie gewann sowohl beide Einzel als auch das Doppel an der Seite von Anna-Lena Grönefeld. Ihre jüngere Fed-Cup-Bilanz ist dagegen eher durchwachsen. 2008 verlor sie in der Begegnung gegen die USA ihr Einzel und ihr Doppel. 2009 gewann sie ihr Doppel gegen die Schweiz, verlor jedoch das Einzel in der Begegnung gegen China. Im Februar 2010 verlor sie – wiederum an der Seite von Grönefeld – das für die Begegnung gegen die Tschechische Republik entscheidende Doppel. Im April 2010 verlor sie ihr Einzel gegen Aravane Rezaï. Bei ihrem Einsatz im Februar 2011 besiegte sie mit Grönefeld das slowenische Doppel Polona Hercog/Katarina Srebotnik.
Nach einer mehrjährigen Pause wurde Maria 2018 wieder ins Fed-Cup-Team berufen und trug in der 1. Runde der Weltgruppe mit zwei Siegen bei einer Niederlage entscheidend zum Gewinn der Partie gegen Belarus bei. Für die deutsche Mannschaft bestritt Maria seit 2006 insgesamt 18 Matches im Einzel und Doppel, von denen sie elf gewinnen konnte (6:5 im Einzel).

## Spielstil
Der Spielstil von Tatjana Maria ist unkonventionell und auf der WTA-Tour einzigartig. Kennzeichnend ist ein extrem häufiger Einsatz eines spinreichen Slice, und das nicht nur mit der Rückhand, sondern auch mit der Vorhand.

## Turniersiege

### Einzel
| Nr. | Datum             | Turnier        | Kategorie         | Belag             | Finalgegnerin        | Ergebnis       |
| --- | ----------------- | -------------- | ----------------- | ----------------- | -------------------- | -------------- |
| 1.  | 29. Juli 2006     | Les Contamines | ITF $25.000       | Hartplatz         | Sandra Záhlavová     | 6:3, 6:4       |
| 2.  | 13. August 2006   | Hechingen      | ITF $25.000       | Sand              | Magda Mihalache      | 6:2, 6:3       |
| 3.  | 28. Oktober 2007  | Bratislava     | ITF $100.000+H    | Hartplatz (Halle) | Petra Kvitová        | 6:2, 7:67      |
| 4.  | 9. November 2008  | Ismaning       | ITF $50.000       | Teppich (Halle)   | Kristina Barrois     | 6:2, 6:3       |
| 5.  | 15. Februar 2009  | Stockholm      | ITF $25.000       | Hartplatz (Halle) | Anikó Kapros         | 6:3, 6:2       |
| 6.  | 3. Mai 2009       | Makarska       | ITF $50.000       | Sand              | Simona Halep         | 6:1, 4:6, 6:4  |
| 7.  | 29. August 2009   | Bronx          | ITF $100.000+H    | Hartplatz         | Kristina Barrois     | 6:1, 6:4       |
| 8.  | 7. August 2011    | Hechingen      | ITF $25.000       | Sand              | Sarah Gronert        | 6:3, 6:4       |
| 9.  | 3. August 2014    | Fort Worth     | ITF $10.000       | Hartplatz         | Hayley Carter        | 6:1, 6:1       |
| 10. | 19. Oktober 2014  | Makinohara     | ITF $25.000       | Rasen             | Shūko Aoyama         | 6:1, 6:2       |
| 11. | 14. Dezember 2014 | Mérida         | ITF $25.000+H     | Hartplatz         | Victoria Rodríguez   | 6:0, 6:3       |
| 12. | 8. Februar 2015   | Midland        | ITF $100.000      | Hartplatz (Halle) | Louisa Chirico       | 6:2, 6:0       |
| 13. | 1. November 2015  | Toronto        | ITF $50.000       | Hartplatz (Halle) | Jovana Jakšić        | 6:3, 6:2       |
| 14. | 5. Februar 2017   | Midland        | ITF $100.000      | Hartplatz (Halle) | Naomi Broady         | 6:4, 6:76, 6:4 |
| 15. | 30. Juni 2017     | Southsea       | ITF $100.000+H    | Rasen             | Irina-Camelia Begu   | 6:2, 6:2       |
| 16. | 24. Juni 2018     | Mallorca       | WTA International | Rasen             | Anastasija Sevastova | 6:4, 7:5       |
| 17. | 6. Februar 2022   | Rome           | ITF W60           | Hartplatz (Halle) | Alycia Parks         | 6:4, 4:6, 6:2  |
| 18. | 10. April 2022    | Bogotá (1)     | WTA 250           | Sand              | Laura Pigossi        | 6:3, 4:6, 6:2  |
| 19. | 28. Januar 2023   | Pune           | ITF W40           | Hartplatz         | Nigina Abduraimova   | 6:1, 6:1       |
| 20. | 9. April 2023     | Bogotá (2)     | WTA 250           | Sand              | Peyton Stearns       | 6:3, 2:6, 6:4  |
| 21. | 19. August 2023   | Barranquilla   | WTA Challenger    | Hartplatz         | Fiona Ferro          | 6:1, 6:2       |
| 22. | 1. Dezember 2024  | Trnava         | ITF W75           | Hartplatz (Halle) | Jodie Burrage        | 6:4, 6:1       |
| 23. | 26. Januar 2025   | Bengaluru      | ITF W100          | Hartplatz         | Léolia Jeanjean      | 6:7, 6:3, 6:4  |
| 24. | 15. Juni 2025     | London         | WTA 500           | Rasen             | Amanda Anisimova     | 6:3, 6:4       |

### Doppel
| Nr. | Datum              | Turnier             | Kategorie         | Belag             | Partnerin                | Finalgegnerinnen                       | Ergebnis           |
| --- | ------------------ | ------------------- | ----------------- | ----------------- | ------------------------ | -------------------------------------- | ------------------ |
| 1.  | 10. Mai 2003       | Warschau            | ITF $10.000       | Sand              | Annette Kolb             | Barbora Machovská Ivana Plateniková    | 6:3, 6:3           |
| 2.  | 1. Mai 2009        | Makarska            | ITF $50.000       | Sand              | Renata Voráčová          | Tereza Hladíková Karolina Kosińska     | 6:4, 5:7, [10:6]   |
| 3.  | 23. Oktober 2010   | Joué-lès-Tours      | ITF $50.000       | Hartplatz (Halle) | Irena Pavlovic           | Stéphanie Cohen-Aloro Selima Sfar      | 6:4, 5:7, [10:8]   |
| 4.  | Oktober 2010       | Saint-Raphaël       | ITF $50.000       | Hartplatz (Halle) | Sandra Klemenschits      | Estrella Cabeza Candela Laura Pous Tió | 6:2, 6:4           |
| 5.  | 22. April 2011     | Tessenderlo         | ITF $25.000       | Sand (Halle)      | Anna-Lena Grönefeld      | Elina Switolina Maryna Zanevska        | 7:5, 6:3           |
| 6.  | 2. Juli 2011       | Toruń               | ITF $50.000       | Sand              | Stéphanie Foretz Gacon   | Edina Gallovits-Hall Andreja Klepač    | 6:2, 7:5           |
| 7.  | 6. August 2011     | Hechingen           | ITF $25.000       | Sand              | Sandra Klemenschits      | Korina Perkovic Laura Siegemund        | 4:6, 6:2, [10:7]   |
| 8.  | 24. März 2012      | Bath                | ITF $25.000       | Hartplatz (Halle) | Stephanie Vogt           | Julie Coin Melanie South               | 6:3, 3:6, [10:3]   |
| 9.  | 30. Juni 2012      | Stuttgart-Vaihingen | ITF $25.000       | Sand              | Sandra Klemenschits      | Lenka Juríková Zuzana Luknárová        | 6:3, 6:2           |
| 10. | 16. September 2012 | Québec              | WTA International | Teppich (Halle)   | Kristina Mladenovic      | Alicja Rosolska Heather Watson         | 7:65, 6:76, [10:7] |
| 11. | 20. April 2013     | Dothan              | ITF $50.000       | Sand              | Julia Cohen              | Irina Falconi Maria Sanchez            | 6:4, 4:6, [11:9]   |
| 12. | 13. Juni 2014      | Essen               | ITF $25.000       | Sand              | Kristina Barrois         | Ysaline Bonaventure Elitsa Kostowa     | 6:2, 6:2           |
| 13. | 19. Oktober 2014   | Makinohara          | ITF $25.000       | Rasen             | Miki Miyamura            | Makoto Ninomiya Mari Tanaka            | 6:3, 6:1           |
| 14. | 25. Oktober 2014   | Hamamatsu           | ITF $25.000       | Teppich           | Miki Miyamura            | Makoto Ninomiya Mari Tanaka            | 5:7, 6:2, [10:5]   |
| 15. | 6. Dezember 2014   | Mérida              | ITF $25.000+H     | Hartplatz         | Renata Zarazúa           | Jan Abaza Hsu Chieh-yu                 | 7:61, 6:1          |
| 16. | 13. Dezember 2014  | Mérida              | ITF $25.000+H     | Hartplatz         | Renata Zarazúa           | Andrea Gámiz Walerija Sawinych         | 6:4, 6:1           |
| 17. | 17. April 2016     | Bogotá              | WTA International | Sand              | Lara Arruabarrena Vecino | Gabriela Cé Andrea Gámiz               | 6:2, 4:6, [10:8]   |
| 18. | 3. März 2018       | Acapulco            | WTA International | Hartplatz         | Heather Watson           | Kaitlyn Christian Sabrina Santamaria   | 7:5, 2:6, [10:2]   |
| 19. | 22. September 2019 | Seoul               | WTA International | Hartplatz         | Lara Arruabarrena Vecino | Hayley Carter Luisa Stefani            | 7:67, 3:6, [10:7]  |

## Karrierestatistik und Turnierbilanz

### Einzel
Die letzte Aktualisierung erfolgte nach den Hall of Fame Open 2025 in Newport.
| Turnier                      | 2006              | 2007              | 2008              | 2009              | 2010              | 2011              | 2012              | 2013              | 2014              | 2015              | 2016             | 2017              | 2018              | 2019              | 2020              | 2021              | 2022              | 2023              | 2024             | 2025             | T / T       | S/N         | Sieg%       |
| ---------------------------- | ----------------- | ----------------- | ----------------- | ----------------- | ----------------- | ----------------- | ----------------- | ----------------- | ----------------- | ----------------- | ---------------- | ----------------- | ----------------- | ----------------- | ----------------- | ----------------- | ----------------- | ----------------- | ---------------- | ---------------- | ----------- | ----------- | ----------- |
| Australian Open              | –                 | Q1                | 1                 | 2                 | 1                 | Q1                | –                 | Q3                | –                 | 1                 | 2                | Q2                | 1                 | 1                 | 1                 | –                 | 1                 | 1                 | 2                | 2                | 0 / 12      | 4:12        | 25 %        |
| French Open                  | –                 | –                 | –                 | Q3                | 1                 | Q1                | Q3                | 1                 | –                 | 1                 | 2                | 2                 | 1                 | 1                 | –                 | –                 | 1                 | 1                 | 1                | 1                | 0 / 11      | 2:11        | 15 %        |
| Wimbledon                    | –                 | 1                 | –                 | 2                 | 1                 | Q1                | Q2                | 1                 | –                 | 3                 | 1                | 2                 | 2                 | 1                 | n. a.             | –                 | HF                | 1                 | 1                | 1                | 0 / 13      | 10:13       | 43 %        |
| US Open                      | –                 | 1                 | –                 | 1                 | Q1                | Q2                | 2                 | –                 | Q2                | 1                 | Q3               | 2                 | 2                 | 1                 | 1                 | Q1                | 1                 | 1                 | 2                |                  | 0 / 11      | 4:11        | 27 %        |
| Doha                         | a. K.             | a. K.             | –                 | n. a. bzw. a. K.  | n. a. bzw. a. K.  | n. a. bzw. a. K.  | –                 | –                 | –                 | a. K.             | –                | a. K.             | 1                 | a. K.             | –                 | a. K.             | –                 | a. K.             | 1                | –                | 0 / 2       | 0:2         | 0 %         |
| Dubai                        | andere Kategorie  | andere Kategorie  | andere Kategorie  | –                 | –                 | Q2                | andere Kategorie  | andere Kategorie  | andere Kategorie  | –                 | a. K.            | –                 | a. K.             | –                 | a. K.             | –                 | a. K.             | –                 | 2                | –                | 0 / 1       | 1:1         | 50 %        |
| Indian Wells                 | –                 | Q2                | 1                 | Q2                | 1                 | Q1                | –                 | –                 | –                 | Q1                | 1                | 1                 | 1                 | 2                 | n. a.             | Q1                | Q1                | 2                 | 2                | 1                | 0 / 9       | 3:9         | 25 %        |
| Miami                        | –                 | –                 | –                 | Q2                | 1                 | Q1                | –                 | Q2                | –                 | 3                 | Q2               | Q1                | 1                 | AF                | n. a.             | –                 | Q2                | 1                 | 1                | Q2               | 0 / 6       | 5:6         | 45 %        |
| Berlin                       | –                 | 2                 | –                 | n. a. bzw. a. K.  | n. a. bzw. a. K.  | n. a. bzw. a. K.  | n. a. bzw. a. K.  | n. a. bzw. a. K.  | n. a. bzw. a. K.  | n. a. bzw. a. K.  | n. a. bzw. a. K. | n. a. bzw. a. K.  | n. a. bzw. a. K.  | n. a. bzw. a. K.  | n. a. bzw. a. K.  | n. a. bzw. a. K.  | n. a. bzw. a. K.  | n. a. bzw. a. K.  | n. a. bzw. a. K. | n. a. bzw. a. K. | 0 / 1       | 1:1         | 50 %        |
| Madrid                       | nicht ausgetragen | nicht ausgetragen | nicht ausgetragen | –                 | –                 | –                 | –                 | –                 | –                 | –                 | –                | –                 | –                 | Q1                | n. a.             | –                 | –                 | 2                 | 2                | Q1               | 0 / 2       | 2:2         | 50 %        |
| Rom                          | –                 | –                 | –                 | –                 | –                 | –                 | –                 | –                 | –                 | –                 | Q1               | –                 | –                 | Q1                | –                 | –                 | –                 | 1                 | 2                | Q1               | 0 / 2       | 1:2         | 33 %        |
| Kanada                       | –                 | –                 | –                 | Q1                | –                 | –                 | –                 | –                 | –                 | –                 | –                | Q2                | 1                 | 2                 | n. a.             | –                 | Q2                | –                 | 1                |                  | 0 / 3       | 1:3         | 25 %        |
| Cincinnati                   | andere Kategorie  | andere Kategorie  | andere Kategorie  | 1                 | –                 | –                 | –                 | –                 | –                 | Q2                | –                | –                 | 2                 | –                 | –                 | –                 | Q1                | –                 | –                |                  | 0 / 2       | 1:2         | 33 %        |
| Moskau                       | –                 | Q1                | –                 | n. a. bzw. a. K.  | n. a. bzw. a. K.  | n. a. bzw. a. K.  | n. a. bzw. a. K.  | n. a. bzw. a. K.  | n. a. bzw. a. K.  | n. a. bzw. a. K.  | n. a. bzw. a. K. | n. a. bzw. a. K.  | n. a. bzw. a. K.  | n. a. bzw. a. K.  | n. a. bzw. a. K.  | n. a. bzw. a. K.  | n. a. bzw. a. K.  | n. a. bzw. a. K.  | n. a. bzw. a. K. | n. a. bzw. a. K. | 0 / 0       | 0:0         | –           |
| Peking                       | nicht ausgetragen | nicht ausgetragen | nicht ausgetragen | –                 | –                 | –                 | –                 | –                 | –                 | –                 | 1                | –                 | Q2                | –                 | nicht ausgetragen | nicht ausgetragen | nicht ausgetragen | 2                 | Q1               |                  | 0 / 2       | 1:2         | 33 %        |
| Wuhan                        | nicht ausgetragen | nicht ausgetragen | nicht ausgetragen | nicht ausgetragen | nicht ausgetragen | nicht ausgetragen | nicht ausgetragen | nicht ausgetragen | –                 | –                 | Q1               | –                 | –                 | –                 | nicht ausgetragen | nicht ausgetragen | nicht ausgetragen | nicht ausgetragen | –                |                  | 0 / 0       | 0:0         | –           |
| Zürich                       | –                 | Q1                | n. a. bzw. a. K.  | n. a. bzw. a. K.  | n. a. bzw. a. K.  | n. a. bzw. a. K.  | n. a. bzw. a. K.  | n. a. bzw. a. K.  | n. a. bzw. a. K.  | n. a. bzw. a. K.  | n. a. bzw. a. K. | n. a. bzw. a. K.  | n. a. bzw. a. K.  | n. a. bzw. a. K.  | n. a. bzw. a. K.  | n. a. bzw. a. K.  | n. a. bzw. a. K.  | n. a. bzw. a. K.  | n. a. bzw. a. K. | n. a. bzw. a. K. | 0 / 0       | 0:0         | –           |
| Olympische Spiele            | n. a.             | n. a.             | –                 | nicht ausgetragen | nicht ausgetragen | nicht ausgetragen | –                 | nicht ausgetragen | nicht ausgetragen | nicht ausgetragen | –                | nicht ausgetragen | nicht ausgetragen | nicht ausgetragen | nicht ausgetragen | –                 | n. a.             | n. a.             | 1                | n. a.            | 0 / 1       | 0:1         | 0 %         |
| Billie Jean King Cup         | PO                | PO                | PO                | PO                | PO                | –                 | –                 | –                 | –                 | –                 | –                | –                 | PO                | PO                | RR                | RR                | –                 | RR                | RR               | q                | 0 / 11      | 8:8         | 50 %        |
| Statistik                    | Statistik         | Statistik         | Statistik         | Statistik         | Statistik         | Statistik         | Statistik         | Statistik         | Statistik         | Statistik         | Statistik        | Statistik         | Statistik         | Statistik         | Statistik         | Statistik         | Statistik         | Statistik         | Statistik        | Statistik        | S/N         | S/N         | Sieg%       |
| Turnierteilnahmen            | 31                | 31                | 17                | 25                | 30                | 30                | 29                | 15                | 20                | 31                | 30               | 33                | 30                | 34                | 8                 | 15                | 31                | 34                | 38               | 21               | Gesamt: 533 | Gesamt: 533 | Gesamt: 533 |
| Erreichte Finals             | 6                 | 2                 | 1                 | 3                 | 0                 | 3                 | 3                 | 0                 | 3                 | 3                 | 0                | 4                 | 1                 | 0                 | 0                 | 0                 | 2                 | 4                 | 4                | 3                | Gesamt: 42  | Gesamt: 42  | Gesamt: 42  |
| Gewonnene Titel              | 2                 | 1                 | 1                 | 3                 | 0                 | 1                 | 0                 | 0                 | 3                 | 2                 | 0                | 2                 | 1                 | 0                 | 0                 | 0                 | 2                 | 3                 | 1                | 2                | Gesamt: 24  | Gesamt: 24  | Gesamt: 24  |
| Hartplatz-Siege/-Niederlagen | 28:10             | 13:12             | 10:12             | 18:11             | 14:14             | 9:15              | 24:14             | 5:5               | 29:9              | 23:13             | 14:19            | 21:18             | 16:23             | 25:23             | 5:8               | 4:10              | 23:18             | 24:18             | 25:22            | 11:8             | 341:282     | 341:282     | 55 %        |
| Sand-Siege/-Niederlagen      | 29:15             | 20:13             | 0:3               | 18:9              | 10:13             | 15:12             | 18:12             | 5:9               | 9:7               | 10:11             | 10:9             | 15:10             | 2:4               | 2:9               | 1:0               | 3:5               | 14:6              | 12:8              | 5:10             | 2:8              | 200:173     | 200:173     | 54 %        |
| Rasen-Siege/-Niederlagen     | 0:0               | 3:2               | 0:0               | 4:1               | 1:2               | 0:1               | 5:2               | 0:1               | 5:0               | 6:4               | 3:1              | 7:3               | 6:2               | 6:3               | 0:0               | 0:0               | 10:5              | 7:5               | 5:4              | 11:4             | 79:40       | 79:40       | 66 %        |
| Teppich-Siege/-Niederlagen   | 4:3               | 7:2               | 10:1              | 2:1               | 3:1               | 2:1               | 0:1               | 0:0               | 0:1               | 3:1               | 2:1              | 0:0               | 0:0               | 0:0               | 0:0               | 0:0               | 0:0               | 0:0               | 0:0              | 0:0              | 33:13       | 33:13       | 72 %        |
| Gesamt-Siege/-Niederlagen    | 61:28             | 43:29             | 20:16             | 42:22             | 28:30             | 26:29             | 47:29             | 10:15             | 43:17             | 42:29             | 29:30            | 43:31             | 24:29             | 33:35             | 6:8               | 7:15              | 47:29             | 43:31             | 35:36            | 24:20            | 653:508     | 653:508     | 56 %        |
| Sieg%                        | 69 %              | 60 %              | 56 %              | 66 %              | 48 %              | 47 %              | 62 %              | 40 %              | 72 %              | 59 %              | 49 %             | 58 %              | 45 %              | 49 %              | 43 %              | 32 %              | 62 %              | 58 %              | 49 %             | 55 %             | Gesamt:     | Gesamt:     | 56 %        |
| Jahresendposition            | 146               | 88                | 272               | 68                | 137               | 191               | 112               | 258               | 214               | 68                | 126              | 46                | 79                | 90                | 109               | 279               | 68                | 57                | 101              |                  | N/A         | N/A         | N/A         |

Zeichenerklärung: S = Turniersieg; F, HF, VF, AF = Einzug ins Finale / Halbfinale / Viertelfinale / Achtelfinale; 1, 2, 3 = Ausscheiden in der 1. / 2. / 3. Hauptrunde; KF (kleines Finale) = unterlegen im Spiel um Platz drei; RR = Round Robin (Gruppenphase); n. a. = nicht ausgetragen; a. K. = andere Kategorie; PO (Play-off) = Auf- und Abstiegsrunde im Billie Jean King Cup; K1, K2, K3 = Teilnahme in der Kontinentalgruppe I, II, III im Billie Jean King Cup.
Anmerkung: Diese Statistik berücksichtigt alle Ergebnisse im Einzel bei ITF- und WTA-Turnieren. Als Quelle dient die ITF-Seite der Spielerin. Dargestellt sind nur WTA-Turniere der Kategorie Tier I (bis 2008), die WTA-Turniere der Kategorien Premier Mandatory und Premier 5 (2009–2020) bzw. die WTA-Turniere der Kategorie 1000 (seit 2021).

### Doppel
| Turnier         | 2007 | 2008 | 2009 | 2010 | 2011 | 2012 | 2013 | 2014 | 2015 | 2016 | 2017 | 2018 | 2019 | 2020 | 2021 | 2022 | 2023 | 2024 | 2025 | Karriere |
| --------------- | ---- | ---- | ---- | ---- | ---- | ---- | ---- | ---- | ---- | ---- | ---- | ---- | ---- | ---- | ---- | ---- | ---- | ---- | ---- | -------- |
| Australian Open | —    | —    | —    | 1    | 1    | —    | 1    | —    | 1    | 1    | 2    | 1    | 1    | 1    | —    | 1    | 1    | 1    | —    | 2        |
| French Open     | —    | —    | —    | 1    | —    | —    | 1    | 2    | 2    | AF   | —    | 2    | 1    | —    | —    | 1    | 1    | —    | 1    | AF       |
| Wimbledon       | 2    | —    | 1    | 1    | —    | —    | 1    | —    | 1    | 2    | 2    | VF   | —    |      | —    | 1    | 1    | 1    | —    | VF       |
| US Open         | —    | —    | 2    | 1    | —    | 2    | —    | —    | 1    | 1    | 1    | 1    | 1    | —    | —    | —    | AF   | 1    |      | AF       |

## Persönliches
Tatjana Maria wohnte zunächst in Bad Saulgau und schloss die Schule mit der Mittleren Reife ab. In ihrer Freizeit spielte sie bis zu ihrer ersten Deutschen Tennis-Meisterschaft im Jahr 2000 auch Handball.
Ihr Vater Heinrich Malek († 2008) war polnischer Handballnationalspieler und begleitete sie zu den meisten Turnieren. Ihre österreichische Mutter ist Lehrerin. Maria hat zwei jüngere Brüder; der jüngste war im März 2022 als „Single-Mann“ in der RTL-Dating-Show Take Me Out.
Am 8. April 2013 heiratete Maria in Palm Beach Gardens im US-Bundesstaat Florida Charles-Edouard Maria, ihren französischen Trainer und Manager mit kolumbianischen Wurzeln; seitdem wohnt sie in West Palm Beach. Nach dem Wimbledon-Turnier 2013 legte sie eine Babypause ein. Im Dezember 2013 wurde ihre erste Tochter geboren, im April 2021 die zweite.